# 魏家台镇
魏家台镇，是中华人民共和国陕西省商洛市商南县一个已撤销的乡级行政区，2015年，陕西省民政厅批复同意撤销魏家台镇，将其所辖行政区域划归赵川镇。